# Patinação artística na Universíada de Inverno de 2005 - Dança no gelo
A competição de dança no gelo da patinação artística na Universíada de Inverno de 2005 foi realizada em Innsbruck, Áustria.

## Medalhistas
| Ouro   | RUS Jana Khokhlova / Sergei Novitski   |
| Prata  | UKR Julia Golovina / Oleg Voiko        |
| Bronze | FRA Nathalie Péchalat / Fabian Bourzat |

## Resultados

### Geral
| Pos.              | Nome                                   | Nacionalidade    | Pontos | DC | DO | DL |
| ----------------- | -------------------------------------- | ---------------- | ------ | -- | -- | -- |
| Medalha de ouro   | Jana Khokhlova / Sergei Novitski       | Rússia           | 2.0    | 1  | 1  | 1  |
| Medalha de prata  | Julia Golovina / Oleg Voiko            | Ucrânia          | 4.4    | 3  | 2  | 2  |
| Medalha de bronze | Nathalie Péchalat / Fabian Bourzat     | França           | 5.6    | 2  | 3  | 3  |
| 4                 | Elena Romanovskaya / Alexander Grachev | Rússia           | 8.0    | 4  | 4  | 4  |
| 5                 | Ekaterina Rubleva / Ivan Shefer        | Rússia           | 10.0   | 5  | 5  | 5  |
| 6                 | Anna Zadorozhniuk / Sergei Verbillo    | Ucrânia          | 13.6   | 7  | 8  | 6  |
| 7                 | Alla Beknazarova / Vladimir Zuev       | Ucrânia          | 14.0   | 6  | 6  | 8  |
| 8                 | Diana Janostakova / Jiri Prochazka     | República Tcheca | 14.4   | 8  | 7  | 7  |
| 9                 | Yu Xiaoyang / Wang Chen                | China            | 18.0   | 9  | 9  | 9  |
| 10                | Amandi Borsi / Fabrice Blondel         | França           | 20.0   | 10 | 10 | 10 |
| 11                | Minami Sakacho / Tatsuya Sakacho       | Japão            | 22.4   | 12 | 11 | 11 |
| 12                | Qi Jia / Sun Xu                        | China            | 24.6   | 11 | 12 | 13 |
| 13                | Anna Galcheniuk / Oleg Krupen          | Bielorrússia     | 25.4   | 14 | 13 | 12 |
| 14                | Kim Hye-min / Kim Min-woo              | Coreia do Sul    | 27.6   | 13 | 14 | 14 |

Legenda
| Recorde mundial      | Recorde mundial (World record)               |                       | Recorde africano                      | Recorde africano (African) |                                           | Q | Classificado por posição (Qualified) |
| Recorde olímpico     | Recorde olímpico (Olympic record)            | Recorde da América    | Recorde da América (Americas)         | q                          | Classificado por melhor tempo (Qualified) |   |                                      |
| Melhor marca do ano  | Melhor marca do ano (World leading)          | Recorde asiático      | Recorde asiático (Asian)              | DNS                        | Não largou (Did not start)                |   |                                      |
| Recorde nacional     | Recorde nacional (National record)           | Recorde europeu       | Recorde europeu (European)            | DNF                        | Não terminou (Did not finish)             |   |                                      |
| Recorde pessoal      | Recorde pessoal do atleta (Personal best)    | Recorde da Oceania    | Recorde da Oceania (Oceania)          | DSQ / DQ                   | Desclassificado (Disqualified)            |   |                                      |
| Recorde da temporada | Recorde da temporada do atleta (Season best) | Recorde sul-americano | Recorde sul-americano (South America) | NM                         | Sem marca (No mark)                       |   |                                      |